# Herman Li
Herman Li (Hong Kong, 3 ottobre 1976) è un chitarrista hongkonghese, membro dei DragonForce.

## Biografia
Iniziò a suonare la chitarra a 16 anni, esercitandosi per circa 8 ore al giorno, come da lui affermato. Pur essendo mancino, fin dall'inizio suonò con una chitarra per destrorsi, non potendosi permettere una chitarra per mancini per ristrettezze economiche.

### Carriera
Nel 1998 entra nei Demoniac, band black metal neozelandese in cui suonavano anche Sam Totman ed altri membri che andranno a fondare il nucleo originario dei DragonForce.
Suonò in molte band metal/rock semisconosciute a Londra, finché non decise di creare un gruppo da solo. Dopo molti progetti e ricerche, entrò nella band Power Metal dei Dragonheart, anche se poco dopo cambieranno il nome in DragonForce per evitare casi di omonimia con vari film o altri gruppi. In aggiunta al tour con i DragonForce, Li creò una scuola di chitarra per aiutare l'approccio allo strumento, dimostrando e insegnando varie tecniche da lui sviluppate. Herman ha, inoltre, un lavoro part-time presso il servizio di assistenza della UNIX mentre registra e gira per il mondo con i DragonForce.
Nel 2015 collabora con il gruppo giapponese Babymetal insieme a Sam Totman, registrando le chitarre per il singolo Road of Resistance.
Ultimamente, la Ibanez, nota casa produttrice di chitarre, ha realizzato in serie la sua chitarra elettrica signature, la E-Gen (lo stesso Li dichiara che la sigla è l'abbreviazione di "E-mail GENerated", per via del lunghissimo scambio di email durato anni con i progettisti Ibanez durante lo sviluppo del modello).

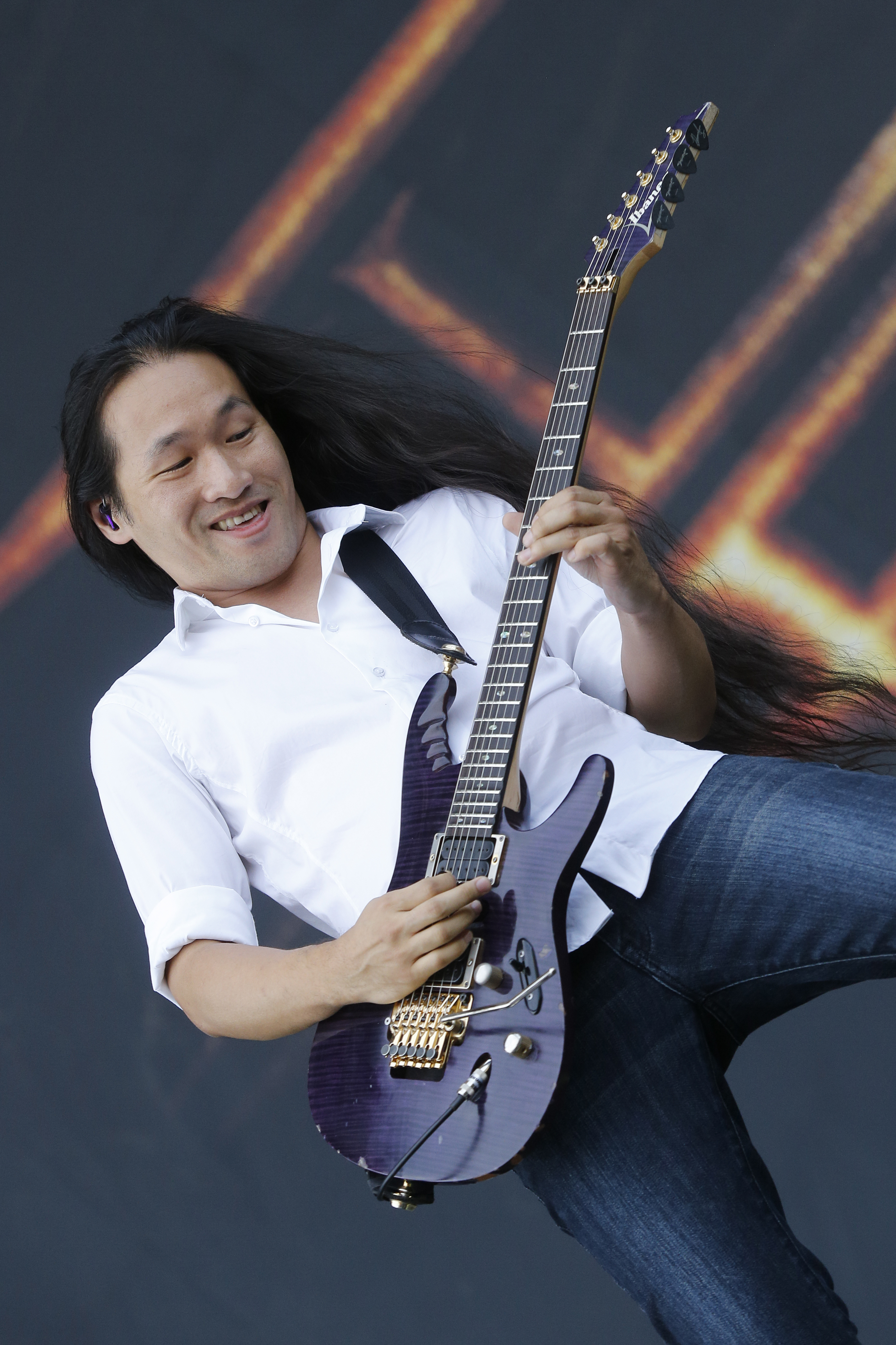
Herman Li nel 2013

## Influenze stilistiche
Li venne influenzato dalla musica dei videogames e mima dei suoni dei popolari giochi degli ultimi anni ottanta e anni novanta. È conosciuto per le sue imitazioni dei suoni di Pac-Man (per esempio nella canzone Through the Fire and Flames).

## Successi
L'album Sonic Firestorm del 2004 ha fatto vincere a Herman Li il "Dimebag Darrell Young guitarist Award" e il migliore Shredder al "Metal Hammer Golden Gods Awards 2005". I DragonForce furono inoltre nominati la migliore band britannica. Insieme a Sam Totman si è piazzato alla quarta posizione agli "Guitar World's Readers Poll 2007" per "Migliori nuovi talenti" (vinta per il 70%), "Migliore metal" e "Migliori riff". Hanno inoltre vinto per il "Migliore assolo di chitarra" con Through the Fire and Flames.

## Discografia

### Con i Demoniac
- The Fire and the Wind - 1999
- Demons of the Night (EP) - 1999

### Con i DragonForce
- Valley of the Damned - 2003
- Sonic Firestorm - 2004
- Inhuman Rampage - 2006
- Ultra Beatdown - 2008
- The Power Within - 2012
- Maximum Overload - 2014
- Reaching Into Infinity - 2017
- Extreme Power Metal - 2019
- Warp Speed Warriors - 2024

### Altre partecipazioni
- Igor Belsky - Road Tested (1998)
- Babymetal - Road of Resistance (2015)